# 가와하라 카즈네
가와하라 카즈네(일본어: 河原和音)는 로맨틱 코미디 소녀 만화 고교데뷔를 만든 것으로 가장 잘 알려진 일본 만화가이다. 가와하라는 또한 "사랑을 위해" 및 푸른하늘 옐과 같은 다른 여러 만화 시리즈를 출판하고 저술했으며 대부분 로맨스 장르를 전문으로 한다.